# Kallósdi-patak
A Kallósdi-patak a névadó falu nyugati határában ered, és útját keleti irányban folytatva végigfolyik a községen, így a Szt. Anna körtemplom mellett is elhalad. Kallósd mai lakóházai az általa kivájt völgyben bújnak meg. A település elején jobbról, a délre található szőlőhegyek irányából felveszi a legjelentősebb mellékvízfolyását, majd hamarosan Kehidakustány Barátsziget falurészére ér. Itt átfolyik a 7352. számú Zalabér-Zalaapáti összekötő út alatt, majd a házaktól keletre, a folyó torkolatától 39,7 folyamkilométerre eléri a Zalát.
A Kallósdi-patak vízgyűjtő területe a Nyugat-dunántúli Vízügyi Igazgatóság (NYUDUVIZIG) működési területéhez tartozik.

## Part menti települések
- Kallósd
- Barátsziget (Kehidakustány-Barátsziget)